# Односи Србије и Лаоса
Односи Србије и Лаоса су инострани односи Републике Србије и Лаоске Народне Демократске Републике.

## Билатерални односи
Дипломатски односи су успостављени 1962. године.
Република Србија покрива Републику Лаос преко Амбасаде у Јангону (у Мјанмару).
Лаос је гласао против пријема Косова у УНЕСКО 2015.

### Политички односи
Односи Србије и Лаоса су традиционално добри и пријатељски. МСП РС И. Мркић посетио је Лаос у  фебруару 2013.

### Економски односи
- У 2020. године извоз из Р.Србије био је 21 хиљаду УСД, а увоз из Лаоса је износио 1,1 милион долара.
- У 2019. години извоз Србије износио је 142 хиладе долара, док је увоз износио 779 хиљаде УСД.
- У 2018. није било нашег извоза док је регистрован увоз из Лаоса у вредности од око 215 хиљада америчких долара.[2][3]